# Warmtevergelijking
De warmtevergelijking of diffusievergelijking is een elementaire parabolische partiële differentiaalvergelijking die onder andere de variatie van temperatuur in een gegeven gebied in de tijd kan beschrijven.

## Definitie
In drie dimensies heeft de vergelijking de volgende vorm:
{\displaystyle u_{t}=k(u_{xx}+u_{yy}+u_{zz})},
waarin:
- {\displaystyle u(t,x,y,z)} de temperatuur is als functie van tijd en ruimte;
- {\displaystyle u_{t}}, de partiële afgeleide naar de tijd, de mate van temperatuurverandering is in de tijd in een gegeven punt;
- {\displaystyle u_{xx}}, {\displaystyle u_{yy}}, en {\displaystyle u_{zz}} de tweede partiële afgeleiden zijn van de temperatuur naar een van de richtingen {\displaystyle x,\,y} en {\displaystyle z}.
- {\displaystyle k} een materiaal-specifieke constante, de temperatuurvereffeningscoëfficiënt is

Voor willekeurige dimensies kan de warmtevergelijking door middel van de Laplace-operator beschreven worden.
{\displaystyle u_{t}=k\Delta u}
Hierin wordt de Laplace-operator genomen over de variabelen die de ruimte beschrijven (in bovenstaand voorbeeld {\displaystyle x,\,y} en {\displaystyle z}).

## Natuurkundige interpretatie
De variabelen {\displaystyle u_{xx}} zijn tweede afgeleiden naar (in dit geval) de dimensie {\displaystyle x}:
- {\displaystyle u} weerspiegelt de temperatuur in elk punt;
- {\displaystyle u_{x}} geeft het verloop van de temperatuur, en de warmte die gaat stromen is daarmee evenredig;
- {\displaystyle u_{xx}} geeft het verschil in warmtestromen (bijvoorbeeld links in en rechts uit) en bepaalt daarmee hoeveel warmte op elk punt blijft hangen;
- de warmte die blijft hangen bepaalt hoeveel de temperatuur toeneemt, ofwel de waarde van {\displaystyle u_{t}}.

In dit alles spelen van het materiaal afhankelijke evenredigheidsfactoren een rol; die factoren zijn samengebracht in de warmtediffusiviteit {\displaystyle k}:
- {\displaystyle \lambda } bepaalt hoeveel warmte door het materiaal gaat stromen als gevolg van de temperatuurgradiënt;
- er is geen omrekenfactor voor de bepaling van het verschil tussen warmtestromen;
- {\displaystyle 1/{\rho \cdot c_{p}}} bepaalt hoeveel de temperatuur van het materiaal toeneemt door de vastgehouden warmte.

## Probleemstelling, randvoorwaarden
Om van de warmtevergelijking een zinvolle wiskundige (en fysische) probleemstelling te maken, moet ze nog aangevuld worden met randvoorwaarden. Dat wil zeggen dat bepaalde aspecten van de onbekende functie {\displaystyle u} a priori worden vastgelegd op de rand van een deelverzameling van de ruimte-tijd. Meestal neemt dit de vorm aan van een afzonderlijke beginvoorwaarde op tijdstip {\displaystyle t=0} en een ruimtelijke randvoorwaarde op de rand van een deelverzameling van de ruimtelijke coördinaten. In dat geval zoeken we naar functies {\displaystyle u} voor strikt positieve tijdstippen en voor ruimtelijke coördinaten die binnen de gegeven deelverzameling liggen.
Voor de beginvoorwaarde wordt meestal de waarde van {\displaystyle u} zelf vastgelegd voor {\displaystyle t=0} en voor elke mogelijk punt in de ruimte (of het relevante deel van de ruimte).
Voor de ruimtelijke randvoorwaarde legt men meestal de waarde van {\displaystyle u} zelf vast (probleem van Dirichlet), of haar richtingsafgeleide loodrecht op de rand van de gegeven verzameling (probleem van Neumann), of een combinatie van beide.

### Voorbeeld
De temperatuurverdeling en -evolutie in een dunne geïsoleerde staaf van lengte {\displaystyle L} wordt beschreven door een warmtevergelijking in één tijdelijke en één ruimtelijke coördinaat
{\displaystyle u_{t}=ku_{xx}}
De beginvoorwaarde specificeert de temperatuurverdeling {\displaystyle f} op het begintijdstip {\displaystyle t=0}:
{\displaystyle \forall x\in [0,L]:u(0,x)=f(x)}
Het thermische isolement van de staaf vertolkt zich in de Neumann-randvoorwaarden
{\displaystyle \forall t>0:u_{x}(t,0)=u_{x}(t,L)=0}

## Oplossing
De aanpak bestaat er meestal in, voor de specifieke vorm van de randvoorwaarden een geschikte greense functie te vinden. Bij ruimtelijke dimensie een betekent dit een functie
{\displaystyle g(t_{1},x_{1},t_{2},x_{2})}
die als functie van {\displaystyle t_{1}} en {\displaystyle x_{1}} voldoet aan de warmtevergelijking, maar waarbij de rand- en beginvoorwaarden herleid zijn tot een diracfunctie geconcentreerd in {\displaystyle (t_{2},\,x_{2})}.
De eigenlijke oplossing van het randvoorwaardeprobleem is dan de integraal van deze greense functie, gewogen met de echte begin- en randvoorwaarden als functie van {\displaystyle t_{2}} en {\displaystyle x_{2}}.